# Barje
Barje (cirill betűkkel Барје, bolgárul Барие (Bárje) egy falu Szerbiában, a Piroti körzetben, a Dimitrovgradi községben.

## Népesség
- 1948-ban 725 lakosa volt.
- 1953-ban 728 lakosa volt.
- 1961-ben 588 lakosa volt.
- 1971-ben 376 lakosa volt.
- 1981-ben 199 lakosa volt.
- 1991-ben 74 lakosa volt
- 2002-ben 42 lakosa volt, akik közül 38 bolgár (90,47%) és 4 szerb (9,52%).